# Coronación de Ardacher II
La Coronación de Ardacher II es un relieve en roca que fue tallado entre 379 y 383 por Ardacher II, el undécimo rey de reyes (shahanshah) del Imperio sasánida. El relieve en roca se encuentra en Taq-i Bostan, en Irán.
El relieve muestra tres figuras de pie que llevan galones; Ardacher está en el centro, flanqueado por dos figuras masculinas. La figura de la derecha, que entrega la diadema a Ardacher, se reconocía originalmente como el dios supremo zoroastriano Ahura Mazda, pero actualmente se ha acordado que es Shapur II debido al estilo de su corona, y a que también encaja bien debido a que Shapur fue quien designó a Ardashir como sha para empezar. Los dos shahs están de pie sobre el cuerpo de un enemigo caído, inequívocamente un romano, cuya corona indica que es un emperador. Se supone que la figura caída representa al emperador romano Juliano, que invadió Irán en el año 363 y fue asesinado al oeste de la capital sasánida de Ctesifonte. La figura del extremo izquierdo, que algunos consideran el profeta zoroastriano Zoroastro, es probablemente la divinidad angélica Mitra. Sostiene un barrote levantado, santificando así la investidura.

## Galería

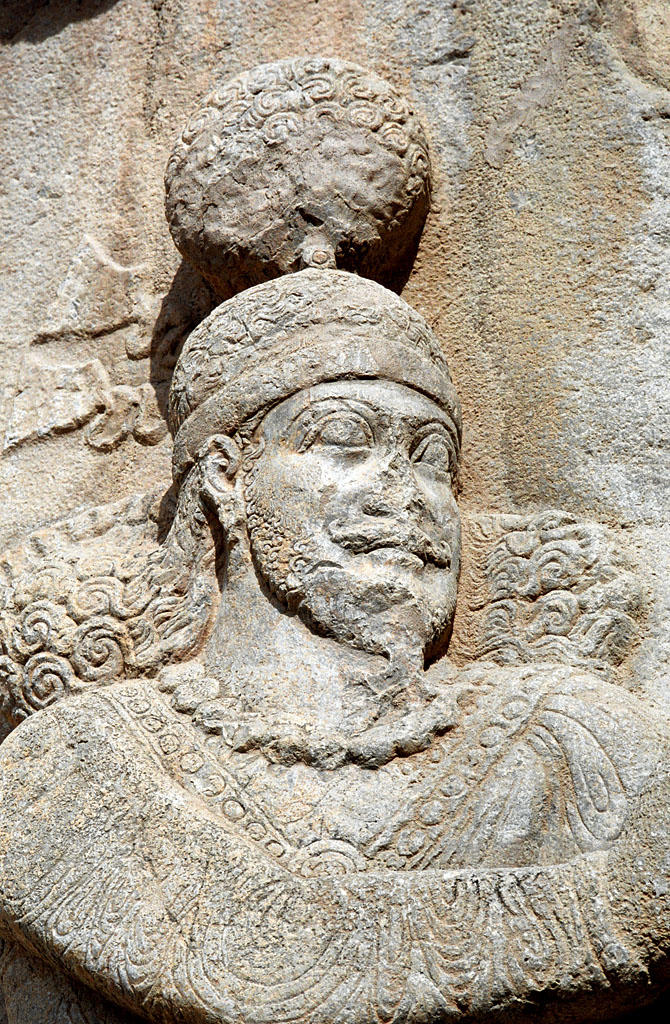
Imagen de Ardacher II
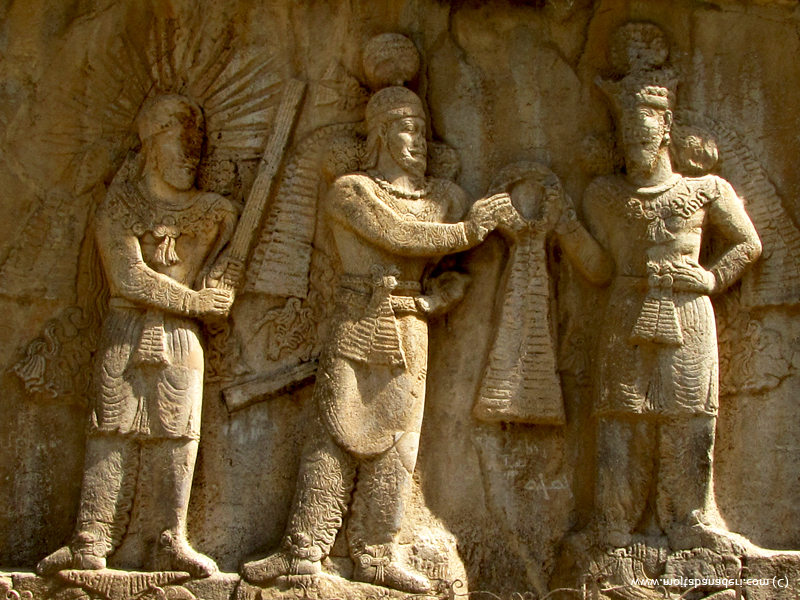
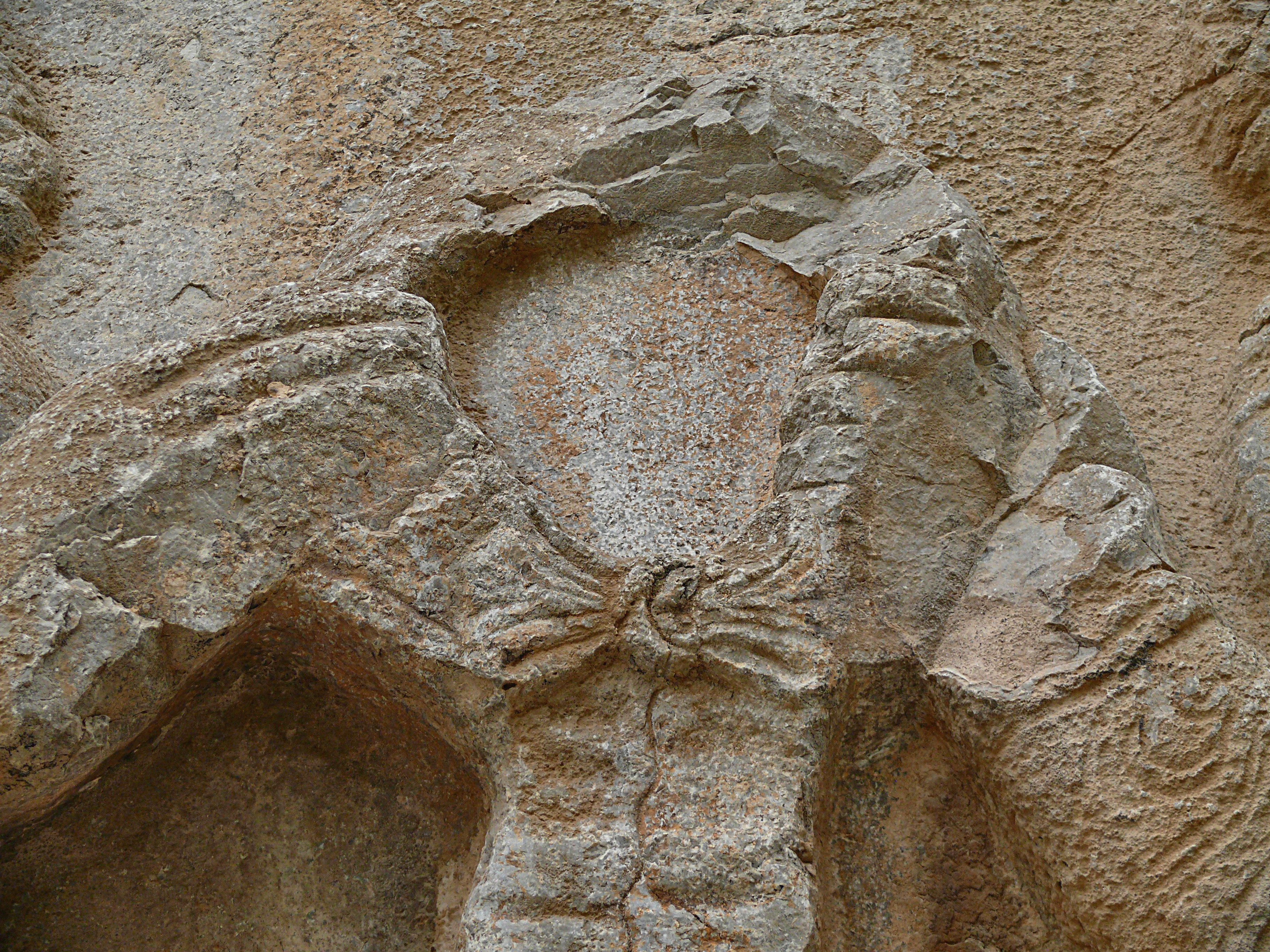
Detalle del Farshiang /Cybaris (anillo de poder real)
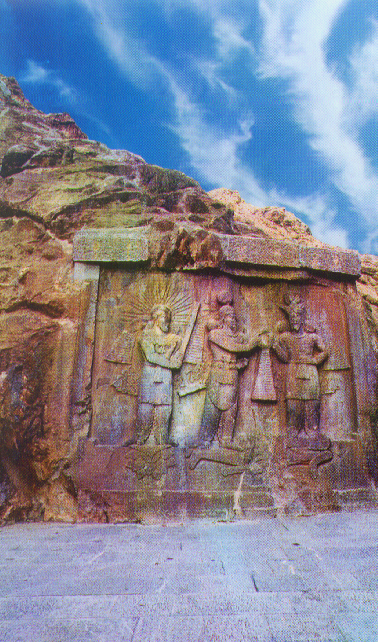
Ceremonia de coronación de Ardacher II
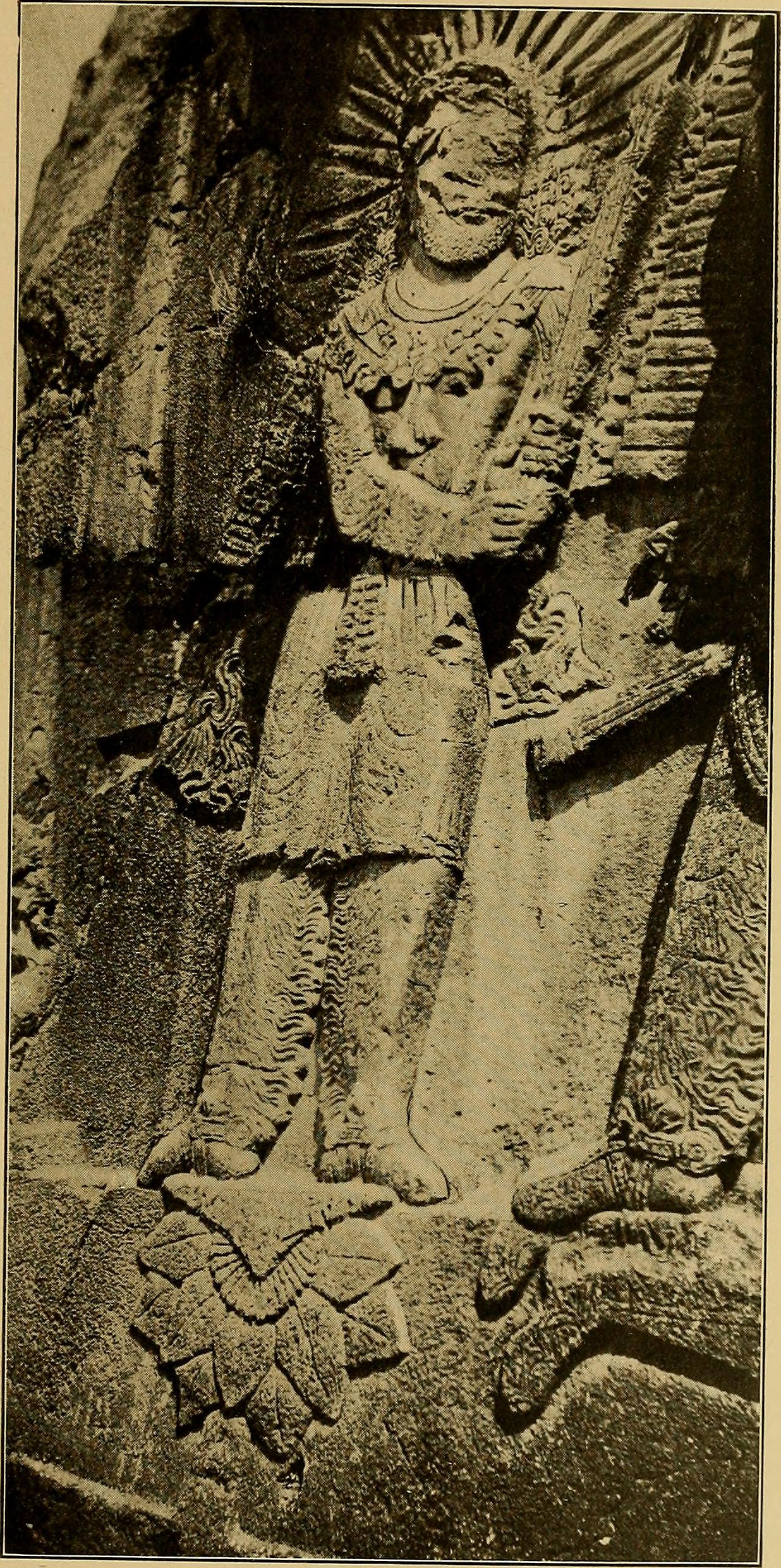
La portada de "Persia pasada y presente; un libro de viajes e investigación, con más de doscientas ilustraciones y un mapa (1906) "
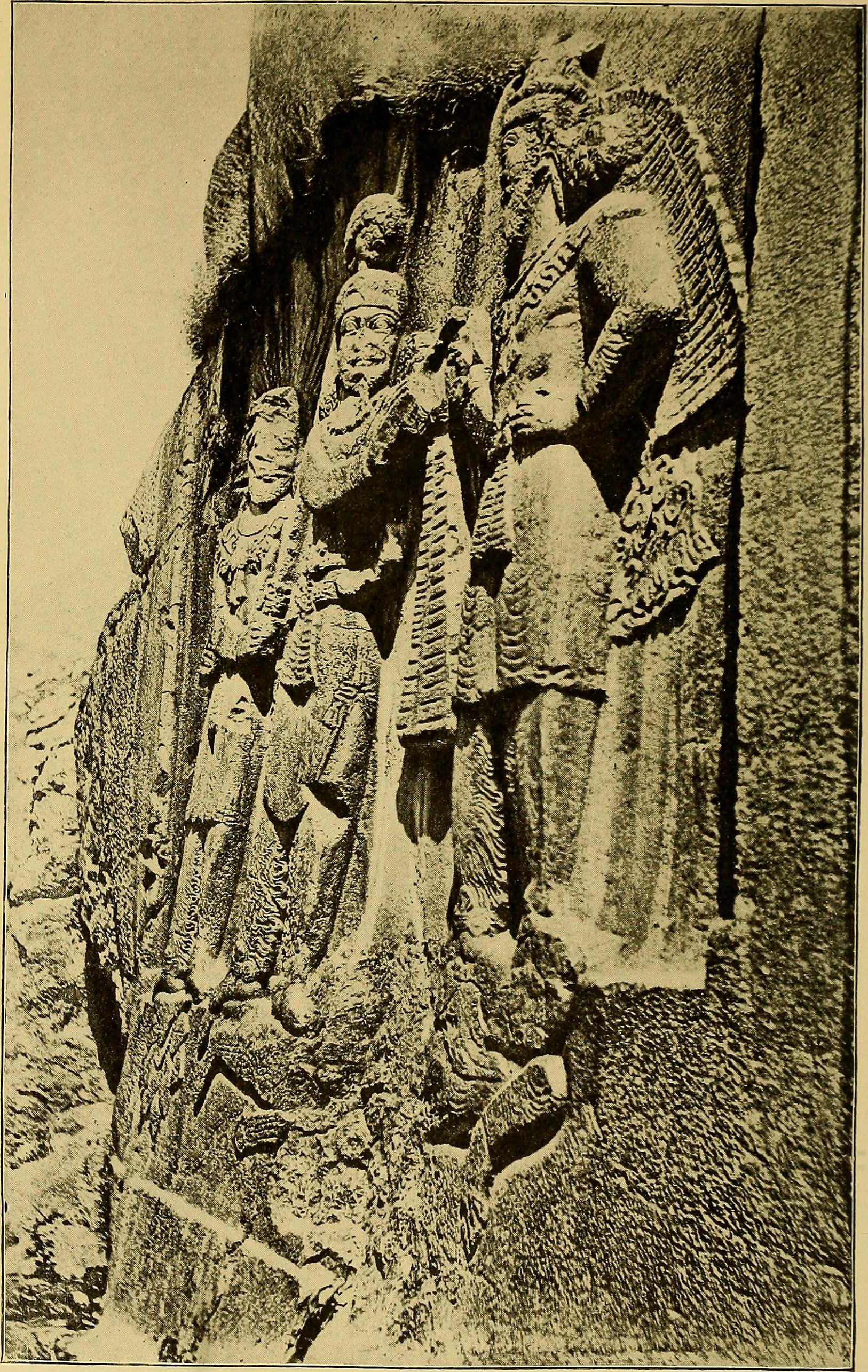
La portada de "Persia pasada y presente; un libro de viajes e investigación, con más de doscientas ilustraciones y un mapa (1906) "
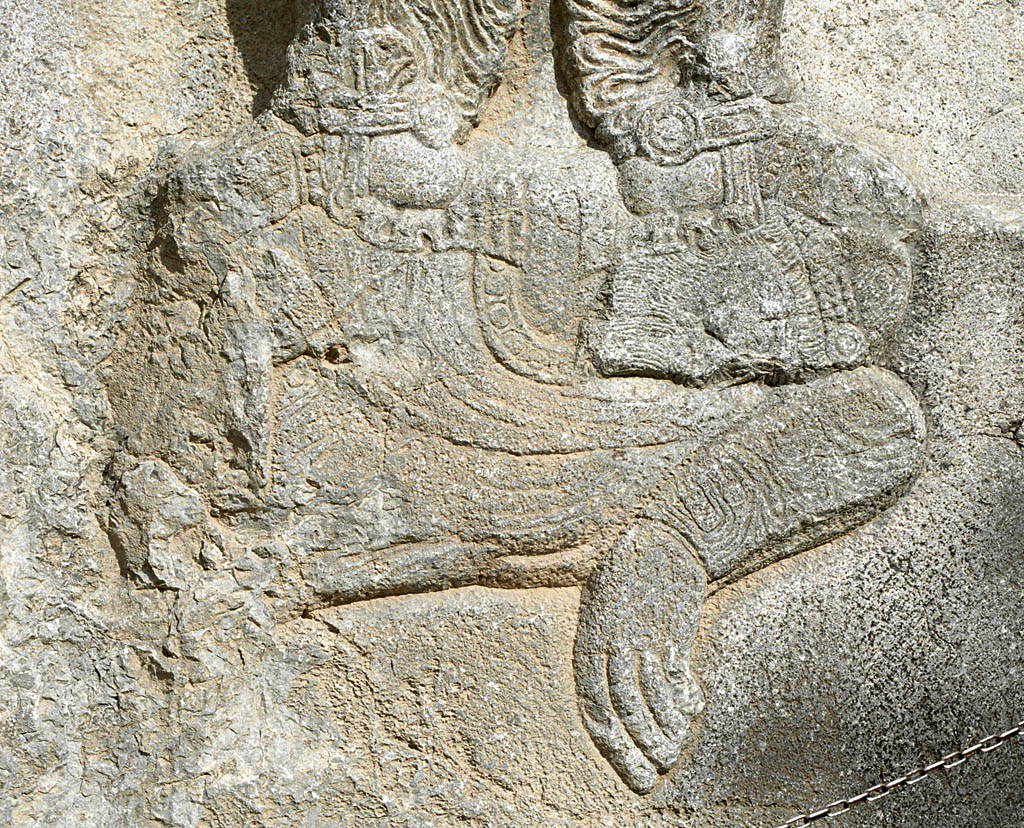
El gobernante caído en la fiesta de los dos emperadores sasánidas.